# Saïd Aouita

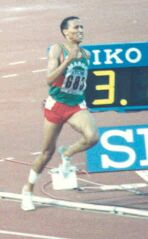
Saïd Aouita, 1987

Saïd Aouita (arabisch سعيد عويطة, DMG Saʿīd ʿAwīṭa; * 2. November 1959 in Kenitra) ist ein ehemaliger marokkanischer Mittel- und Langstreckenläufer, der 1984 Olympiasieger über 5000 Meter wurde.

## Karriere
Saïd Aouita dominierte während der 1980er Jahre die Mittelstreckendistanzen zwischen 800 und 5000 Metern. Da er auch über 10.000 Meter und 3000 Meter Hindernis in der erweiterten Weltspitze war, bezeichnet man ihn oft als den perfekten Allrounder unter den Mittel- und Langstreckenläufern. Bis heute gelang es nur Aouita, 800 Meter unter 1:44 Minuten, 1500 Meter unter 3:30 Minuten, 3000 Meter unter 7:30 Minuten und 5000 Meter unter 13:00 Minuten zu laufen. Er gewann Rennen gegen die Olympiasieger Joaquim Cruz (800 m), Peter Rono (1500 m), John Ngugi (5000 m) und Alberto Cova (10.000 m) auf deren jeweiligen Spezialdistanzen.
Aouitas erster großer Erfolg gelang ihm bei den ersten Weltmeisterschaften 1983 in Helsinki über 1500 Meter. Im Finallauf zeigte Aouita aber noch taktische Schwächen und musste Steve Cram und Steve Scott den Vortritt lassen. Daraufhin entschloss sich Aouita, bei den Olympischen Spielen in Los Angeles 1984 über 5000 Meter anzutreten. Das 5000-Meter-Finale wurde bei einem hohen Tempo zunächst von António Leitão aus Portugal angeführt. In der letzten Runde gelang es Aouita, Leitão im Sprint zu überholen.
In der Saison 1985 stellte Aouita zwei Weltrekorde auf: 5000 Meter in 13:00,40 min am 27. Juli in Oslo und 1500 Meter in 3:29,46 min am 23. August in Berlin. Vorausgegangen war Aouitas bitterste Niederlage (und eine von nur vier in 119 Rennen zwischen 1983 und 1990). In einem 1500-Meter-Rennen in Nizza am 16. Juli hatte Steve Cram den Weltrekord gebrochen und war als erster Mensch unter 3:30 Minuten geblieben. Aouita blieb nur Rang zwei, obwohl er in diesem Rennen die letzten 100 Meter in 13,0 Sekunden lief und Cram fast noch geschlagen hätte, was seinen Ruf als Superspurter begründete.
1986 gewann Aouita den IAAF Grand Prix. 1987 gelang es ihm, auch den von Steve Cram gehaltenen Weltrekord über 2000 Meter mit einer Zeit von 4:50,81 min zu brechen. Nur sechs Tage später verbesserte er seinen eigenen Weltrekord über 5000 Meter und lief als erster Mensch diese Distanz unter 13 Minuten in 12:58,39 min.
Bei den Weltmeisterschaften 1987 in Rom lief über 5000 Meter John Ngugi aus Kenia zunächst ein moderates Tempo. Aouita vertraute auf seine höhere Endgeschwindigkeit und entschied das Rennen nach einem Massensprint auf der letzten Runde in einer Zeit von 13:26,44 min für sich.
Bei den Olympischen Spielen 1988 in Seoul versuchte er das Double, allerdings nicht wie im Vorfeld erwartet über 5000 und 10.000 Meter, sondern über 800 und 1500 Meter. Zwar gelang es ihm, bis ins Finale des 800-Meter-Laufs zu kommen; aufgrund einer Verletzung musste er sich schließlich aber mit der Bronzemedaille zufriedengeben. Aouita ist damit der einzige Athlet in der Geschichte der Olympischen Spiele, der Medaillen im 800- und im 5000-Meter-Lauf gewann. Wegen der Verletzung konnte er zum Halbfinale über 1500 Meter nicht mehr antreten.
Die 3000 Meter bei den Hallenweltmeisterschaften in Budapest des folgenden Jahres konnte Aouita für sich entscheiden. In der Freiluftsaison gelang es ihm beim ASV-Sportfest in Köln endlich, den Weltrekord von Henry Rono über 3000 Meter, den er mehrfach vergeblich attackiert hatte, zu brechen. Auch hier betrat er in 7:29,45 min als erster Mensch unter 7:30 Minuten Neuland. Mit Beginn der 1990er Jahre häuften sich allerdings die Verletzungen, und Aouita konnte nicht mehr an alte Zeiten anknüpfen. 1991 erreichte er bei den Weltmeisterschaften in Tokio lediglich einen 11. Platz über 1500 Meter. 1992 meldete er sich noch einmal mit einem Hallenweltrekord über 3000 Meter (7:36,66 min) zurück, der jedoch von der IAAF nicht anerkannt wurde, weil Aouita eine Bahnbegrenzungsmarke übertreten hatte. Weitere Comebackversuche 1993 und 1995 scheiterten.
Er wurde zunächst von Aziz Daouda, der seine Ausbildung in Bukarest und Montreal erhalten hatte, in Marokko trainiert, ehe er nach Marignane wechselte. Sein sehr intensives Training orientierte sich an den von Frank Horwill geprägten englischen Vorbilder, indem er auf der Grundlage von Crossrennen im Winter unterschiedliche (jedoch nie mehr als fünf) Renngeschwindigkeiten trainierte. Nach seiner Karriere als Läufer wurde er zunächst Trainer in Marokko, wo er sich jedoch mit dem Verband anlegte, da er für seine Sportler bessere Trainingsbedingungen forderte. Anschließend wurde er Langstreckentrainer in Australien. Sein Engagement dauerte jedoch nur 18 Monate, da er angeblich seinen Athleten Wachstumshormone verschrieb. Im Anschluss wechselte er nach Katar an die Aspire Academy for Sports Excellence, wo er auch für Al Jazeera im Sportbereich arbeitet.
Saïd Aouita gehört zu den großen Legenden im Mittel- und Langstreckenlauf. Er hielt zeitweise die Landesrekorde von Marokko auf sämtlichen Strecken von 800 bis 10.000 Meter inklusive 3000 Meter Hindernis. In der „ewigen“ Weltbestenliste rückte er zu unterschiedlichen Zeitpunkten seiner Karriere bis auf folgende Positionen vor: 800 Meter (13); 1000 Meter (6); 1500 Meter (1); 1 Meile (2); 2000 Meter (1); 3000 Meter (1); 2 Meilen (2); 5000 Meter (1); 10.000 Meter (6); 3000 Meter Hindernis (82). Eine annähernd vergleichbare Bandbreite kann in der Geschichte der Leichtathletik einzig der Kenianer Kipchoge Keino vorweisen.

## Bestzeiten
- 800 m: 1:43,86 min, 21. August 1988, Köln
- 1000 m: 2:15,16 min, 28. August 1988, London
- 1500 m: 3:29,46 min, 23. August 1985, Berlin
  - Halle: 3:37,33 min, 28. Februar 1989, Sevilla
- 1 Meile: 3:46,76 min, 2. Juli 1987, Helsinki
  - Halle: 3:54,99 min, 17. Februar 1989, Inglewood
- 2000 m: 4:50,81 min, 16. Juli 1987, Paris
- 3000 m: 7:29,45 min, 20. August 1989, Köln
  - Halle: 7:39,71 min, 10. Februar 1989, East Rutherford
  - Halle: 7:36,66 min, 11. März 1992, Piräus (disqualifiziert wegen Betreten des Innenraums)
- 2 Meilen: 8:13,45 min, 28. Mai 1987, Turin
- 5000 m: 12:58,39 min, 22. Juli 1987, Rom
  - Halle: 13:22,56 min, 5. Februar 1989, Fairfax (Virginia)
- 10.000 m: 27:26,11 min, 5. Juli 1986, Oslo
- 3000 m Hindernis: 8:21,92 min, 24. September 1987, Latakia